# 坂東志賀次
坂東 志賀次（ばんどう しがじ）は、日本舞踊における五大流派の一つ、坂東流志賀次派の名跡。
代々技芸に秀でた女性により家元が継承されてきている。

## 元祖
三代目坂東三津五郎の実弟、志賀次を以て志賀次派の元祖とする。

## 初代
坂東 志賀次（ - 明治12年（1879年）2月27日）
三代目坂東三津五郎の実弟、志賀次の娘。本名きく。幼少より踊りに専念し、父志賀次の芸風を確立して、坂東流の一派とした。父の名を継いで志賀次を名乗り、慶応年間、舞踊界並びに劇界に重きを成していた。これを以て、志賀次派坂東流の祖とする。
江戸芝居町（浅草の猿若町）に住み、その居宅内には、一般の人々と、役者衆とを分けた稽古舞台、更にお浚いができる舞台と合計三つの舞台があった。土蔵を持ち、多数の門弟を有し、当時舞踊師匠としてこのように盛大にしていたのは他に無い位であったといわれている。
明治初年（1868年）、芝居町の大火に遭い、豪奢を極めた居宅を灰と帰す。その後、養女・三津次（後の二代目坂東志賀次）と共に下谷根岸に居を移した。
『娘道成寺』の白拍子花子や『お夏狂乱』の但馬屋お夏などを得意とした。やせ形で色白の美貌の持ち主だったが、一生夫を持たず、芸事以外には何の関心も持たぬ人だったという。
明治十二年二月二十七日（1879年2月27日）没。行年七十余歳。墓は浅草竜泉寺町の長国寺。

## 二代目
- 坂東 志賀次（二代）（ - 大正13年（1924年））初代の養女。前名は初代坂東三津次。本名は高橋モト。

## 三代目
- 坂東 志賀次（三代）（ - 平成元年（1989年））二代目の門弟。前名は二代目坂東三津次。本名は山路ひで。

## 四代目
- 坂東 志賀次（四代） 三代目の養女。現家元。前名は坂東遥。